# Зинцинг
Зинцинг (њем. Sinzing) општина је у њемачкој савезној држави Баварска. Једно је од 41 општинског средишта округа Регенсбург. Према процјени из 2010. у општини је живјело 6.873 становника. Посједује регионалну шифру (AGS) 9375199.

## Географски и демографски подаци
Зинцинг се налази у савезној држави Баварска у округу Регенсбург. Општина се налази на надморској висини од 338 метара. Површина општине износи 44,2 km². У самом мјесту је, према процјени из 2010. године, живјело 6.873 становника. Просјечна густина становништва износи 155 становника/km².

## Међународна сарадња
| Мјесто | Држава    | Врста сарадње | Од    |
| ------ | --------- | ------------- | ----- |
| Чорна  | Мађарска  | партнерство   | 2004. |
|        | Француска | партнерство   | 1995. |
|        | Француска | партнерство   | 1995. |
| Извор  |           |               |       |